# Freiberger Bergrevier
Dieser Artikel wurde aufgrund inhaltlicher und/oder formaler Mängel auf der Qualitätssicherungsseite des Portals Bergbau eingetragen.
Du kannst helfen, indem Du die dort genannten Mängel beseitigst oder Dich an der Diskussion beteiligst.

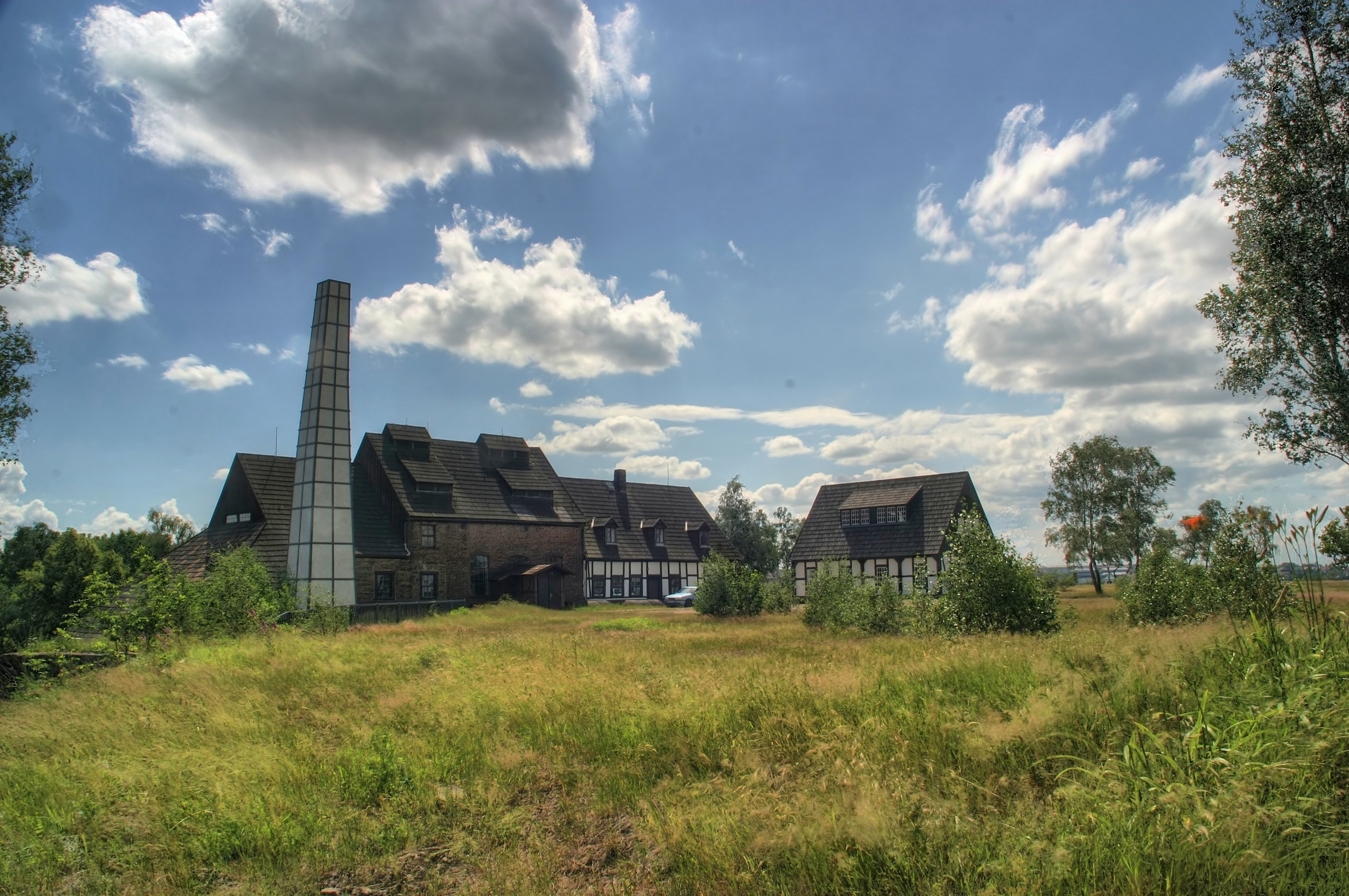
Schacht „Alte Elisabeth“ der Himmelfahrt Fundgrube in Freiberg

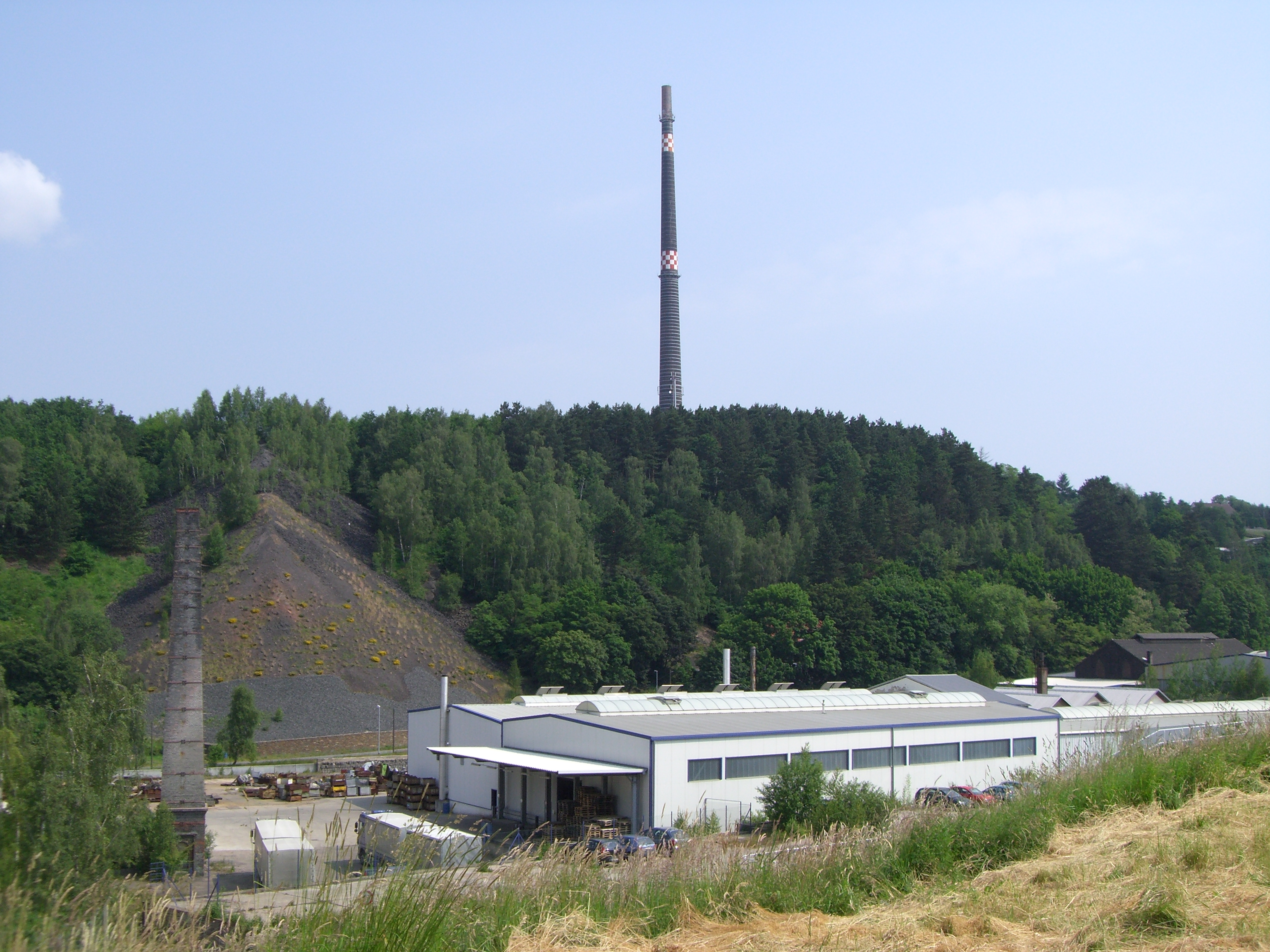
Schlackenhalde „Hohe Esse“, davor die Feinhütte Halsbrücke

Das Freiberger Bergrevier ist ein ehemaliges Erz-Bergrevier in Sachsen. Es bestand vom letzten Drittel des 12. Jahrhunderts bis in die zweite Hälfte des 20. Jahrhunderts.

## Lage
Das Freiberger Bergrevier (auch: Freiberger Zentralrevier) befindet sich im weiteren Sinne auf einer zirka 35 × 40 Kilometer großen Ganglagerstätte von Edel- und Buntmetallen im unteren Osterzgebirge mit dem Zentrum Freiberg. Es erstreckt sich außerhalb von Freiberg über das Gebiet der Gemeinden Halsbrücke, Bobritzsch-Hilbersdorf, Weißenborn, Oberschöna und der Städte Brand-Erbisdorf sowie Großschirma.
Das Freiberger (Berg-)Revier war Teil des Freiberger Lagerstättenbezirkes. Es befindet sich in dessen mittleren Teil zwischen dem Halsbrücker Revier im Norden und dem Revier Brand-Erbisdorf im Süden (daher auch: „Zentralrevier“). Diese drei Bergbaureviere waren wie folgt in einzelne Grubenfelder unterteilt:
- Revier Halsbrücke: Kurprinz und Beihilfe
- Freiberger (Zentral-)Revier: Himmelfahrt, Muldenhütten und Junge Hohe Birke
- Revier Brand-Erbisdorf: Beschert Glück, Einigkeit, Vereinigt Feld und Himmelsfürst

## Geschichte
Der Freiberger Bergbau nahm hier im 12. Jahrhundert seinen Anfang, als auf der Flur von Christiansdorf Silber gefunden wurde. Dies begründete das erste Berggeschrei. Der Silberbergbau hielt bis 1912 an. Nach einer Periode der Inaktivität wurde durch die Sachsenerz Bergwerks GmbH (später Sachsenerz Bergwerks AG) ab 1933 wieder nach Erzen gesucht und die Produktion von Blei, Wolfram und anderen Metallen wiederaufgenommen. Nach dem Zweiten Weltkrieg untersuchte die SDAG Wismut das Freiberger Revier erfolglos auf Uranvererzungen. Bis 1969 förderte der VEB Bergbau- und Hüttenkombinat „Albert Funk“ Freiberg im Freiberger Revier Blei, Silber und Zink sowie Spurenmetalle.
Innerhalb dieses Bergbaureviers waren historisch zahlreiche und sind gegenwärtig noch verschiedene Verhüttungsbetriebe, wie zum Beispiel in Muldenhütten, tätig.

## Rohstoffe
Die wichtigsten Erze sind Bleiglanz, Zinkblende, Schwefelkies, Arsenkies, Silberfahlerz, Rotgültigerze und Silberglanz.
Andere mineralische Rohstoffe, die bergmännisch abgebaut wurden waren: Quarz, Kalkspat, Schwerspat und Flussspat.